# Andy Hirsch
Andy Hirsch (Northbrook (Illinois), 2 maart 1966), geboren als Andrew Aaron Hirsch, is een Amerikaanse acteur en filmproducent.

## Carrière
Hirsch begon in 1984 met acteren in de film Sixteen Candles. Hierna heeft hij nog meerdere rollen gespeeld in televisieseries en films zoals The Fanelli Boys (1990-1991), Beverly Hills, 90210 (1991-1992), Welcome to Mooseport (2004) en Shark (2007).
Hirsch is ook actief als filmproducent, in 2001 heeft hij de film The Areola geproduceerd en in 2010 de film Fort McCoy

## Filmografie

### Films
Uitgezonderd korte films.
- 2023 The Super Mario Bros. Movie - als overige stemmen
- 2017 Shot - als echtgenoot
- 2016 Finding Dory - als diverse stemmen
- 2012 Liz & Dick - als Eddie Fisher
- 2011 The Chicago 8 – als Leonard Weinglass
- 2011 Fort McCoy – als Sam Dolnick
- 2008 A Single Woman – als verslaggever
- 2012 Liz & Dick - als Eddie Fisher
- 2011 The Chicago 8 – als Leonard Weinglass
- 2011 Fort McCoy – als Sam Dolnick
- 2008 A Single Woman – als verslaggever
- 2007 TMNT – als achtergrond stem
- 2006 Outta Sync – als Gavin Davisson
- 2004 Welcome to Mooseport – als radio D.J. Danny
- 2003 Air Marshal – als Cline
- 2003 Maximum Surge – als Codec
- 2003 The Real Old Testament – als Adam
- 2001 The Areola – als verpleger
- 2000 Ivansxtc – als agent
- 1991 In a Child's Name – als Andrew Silvano
- 1990 Thanksgiving Day – als Michael Schloss
- 1986 Welcome Home, Bobby – als Hal
- 1984 Sixteen Candles – als jongen met kroon

### Televisieseries
Uitgezonderd eenmalige gastrollen.
- 2024 Trap Street - als Mickey - 2 afl.
- 2022 Winning Time: The Rise of the Lakers Dynasty - als David Stern - 4 afl.
- 2017 - 2019 Grave Mysteries - als verteller - 14 afl.
- 2005 G-Spot – als Scott – 4 afl.
- 1991 – 1992 Beverly Hills, 90210 - als John Griffin – 3 afl.
- 1990 – 1991 The Fanelli Boys – als Ronnie Fanelli – 19 afl.

### Computerspellen
- 2021 Neo: The World Ends with You - als Sho Minamimoto
- 2013 Grand Theft Auto V - als lokale bewoner
- 2011 L.A. Noire - als Ivan Robinson
- 2007 The World Ends with You – als Sho Minamimoto
- 2005 Jade Empire – als Steeper Yanru
- 2003 Medal of Honor: Rising Sun – als stem
- 1996 Maximum Surge – als Codec